# Reinhard Heydrich
Reinhard Tristan Eugen Heydrich (n. 7 martie 1904, Halle (Saale), Imperiul German – d. 4 iunie 1942, Praga, Protectoratul Boemiei și Moraviei) a fost un înalt demnitar nazist german, membru marcant al partidului NSDAP, cu rangurile Obergruppenführer în SS și general de poliție, șef din 1939 al Oficiului Suprem al Securității Reichului (RSHA) care subordona serviciile Gestapoului (Poliției Secrete de Stat), Serviciul de Securitate Sicherheitsdienst și Poliția Judiciară Kriminalpolizei. De asemenea a fost și Protector al Reich-ului (Reichsprotektor) pentru Protectoratul Boemiei și Moraviei. Hitler îl avea în vedere ca pe un posibil succesor al său. Era considerat de unii ca fiind numărul trei în ierarhia aparatului nazist german. Mulți istorici au conclus că Heydrich ar fi fost "una dintre cele mai întunecate" personalități din regimul nazist.
Mama lui Heydrich, Elisabeth Kranz, era fiica directorului conservatorului regal din Dresda, iar tatăl lui, Bruno Heydrich, era cântăreț de operă, compozitor și fondatorul unei școli de muzică în orașul Halle. Heydrich a fost educat în spirit ultraconservator și rasist, sub influența scrierilor antisemite și rasiste ale lui Houston Chamberlain care au influențat mult mișcarea național-socialistă de mai târziu. Au existat speculații nedovedite, posibil chiar temeri ale lui Heydrich însuși, și credințe sau suspiciuni ale unora din colegii și rivalii săi din aparatul politic și polițienesc nazist, conform cărora el ar fi avut unii strămoși de origine evreiască.
După primul război mondial Heydrich s-a înrolat la vârsta de 15 ani într-una din formațiunile paramilitare Freikorps, care au combătut în 1919 în conflicte armate încercările de insurecție bolșevică în câteva regiuni ale Germaniei, încercări de a transforma recent proclamata republică germană (Republica de la Weimar) într-o republică sovietică. A aderat și la filiala din Halle a unei organizații ultraconservatoare naționaliste (Deutschvölkischer Schutz- und Trutzbund).
Între 1922-1928 Heydrich a absolvit o carieră de ofițer în marina militară, devenind locotenent de marină. În același timp s-a făcut remarcat ca sportiv, practicant al pentatlonului modern. În aprilie 1931 amiralul Erich Raeder l-a eliberat din serviciul marinei pentru conduită imorală (adulter).
Două luni mai târziu Heydrich a devenit membru în partidul nazist, Partidul Muncitoresc German Național-Socialist, și în organizația paramilitară SS.
În acel timp, Himmler se ocupa de dezvoltarea organizației SS, care era la începuturile sale. Himmler și l-a apropiat pe Heydrich, pe care l-a desemnat inițial ca șef al serviciului de informații al partidului nazist Sicherheitsdienst (SD), adică "Serviciul de Securitate". SD a devenit în scurt timp rivalul serviciului de informații al armatei, Abwehr-ul, condus de amiralul Wilhelm Canaris, care îi fusese lui Heydrich protector. Heydrich a făcut o carieră rapidă în partid, organizațiile polițienești, în poliția politică și serviciile de informații, îndeosebi după ce, în 1934, conducerea forței paramilitare a partidului nazist (organizația SA) a fost lichidată în frunte cu Ernst Röhm.
Heydrich a fost de asemeni președintele Interpol-ului, după ce această agenție internațională și-a mutat sediul la Berlin.
În 1939 a condus acțiunea de exterminare a păturii de conducere și intelectuale poloneze din Varșovia prin care naziștii germani au ucis aproximativ 20.000 de persoane. Din cauza crimelor provocate de el Heydrich a fost poreclit „arhanghelul răului”.
În 1941 Heydrich a fost însărcinat de liderul nazist Göring să coordoneze așa-zisa "soluție finală a problemei evreiești" (holocaustul). Cu această prerogativă, Heydrich a condus lucrările Conferinței de la Wannsee, ținută la 20 ianuarie 1942, în cadrul căreia liderii naziști din diferite domenii de activitate au definitivat aplicarea planurilor de exterminare a evreimii europene și a așa-zișilor „suboameni” (Untermenschen) pe care ideologia nazistă și regimul nazist îi considera indezirabili - au pus la cale genocidul premeditat și programat la nivel de stat, genocid cunoscut în prezent cu denumirea „holocaust”.
În septembrie 1941 a fost numit Reichsprotektor (guvernator) pentru Boemia și Moravia, unde a instituit o politică de represiune și teroare deosebit de dură contra rezistenței antifasciste cehe. 
Heydrich a murit de septicemie la opt zile după atentatul de la 27 mai 1942, în care agenți partizani cehi, parașutați de aviația britanică, au detonat un explozibil care a distrus automobilul cu care Heydrich era transportat dimineața la biroul său din Praga. Ca represalii pentru acest atentat (Operațiunea Anthropoid) naziștii au distrus localitățile cehe Lidice și Ležáky și le-au exterminat populația. Peste 13.000 de cehi au fost arestați, deportați, internați în lagăre sau uciși, între care și episcopul Gorazd Pavlík.